# كاميرون غوردون
كاميرون غوردون (بالإنجليزية: Cameron Gordon)‏ هو لاعب كرة قدم أمريكية أمريكي، ولد في 5 يونيو 1991.

## وصلات خارجية
- كاميرون غوردون على موقع مرجع كرة القدم المحترفة.كوم (الإنجليزية)